# اوتا آبه

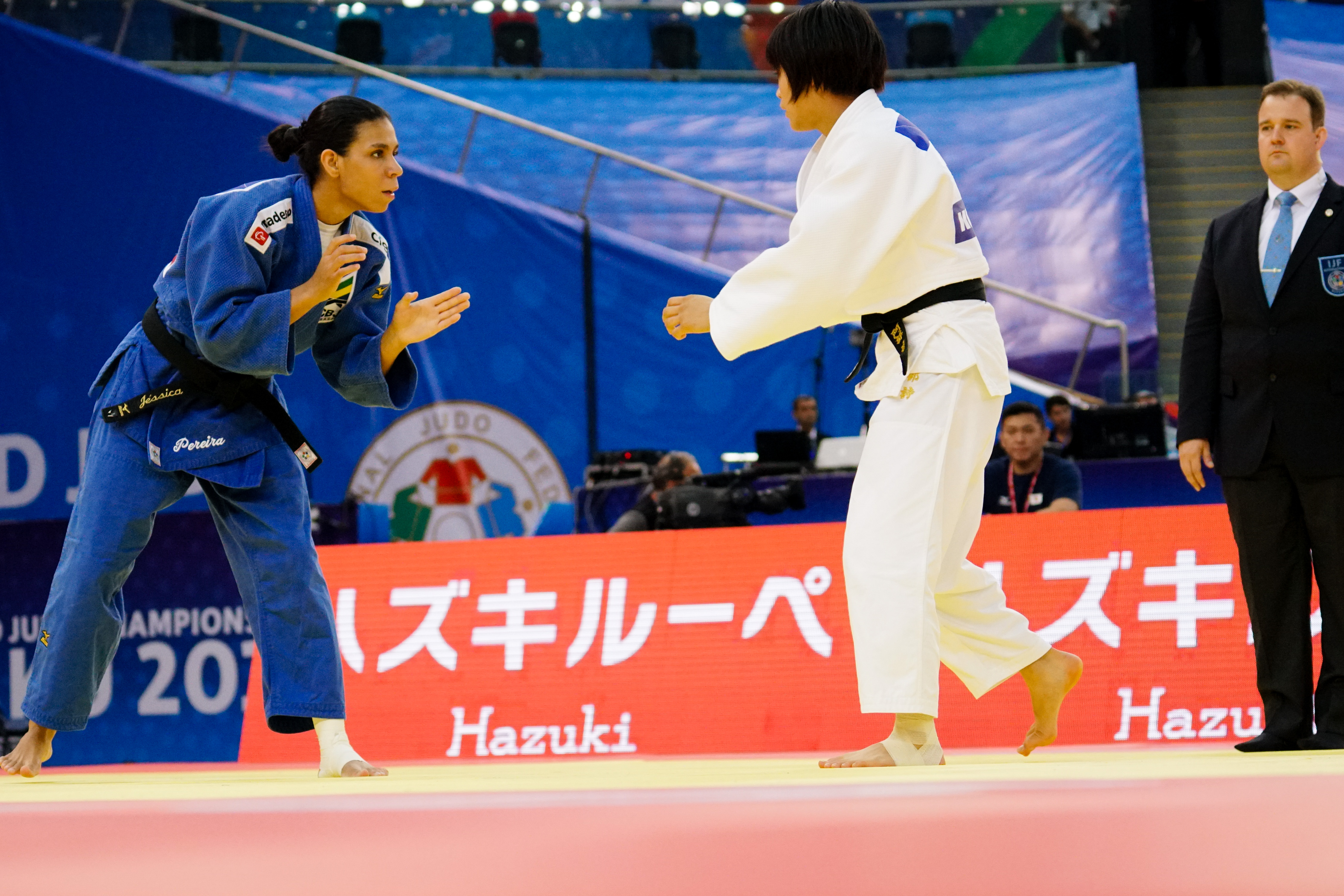
اوتا آبه با لباس سفید رنگ، در سال ۲۰۱۸

اوتا آبه (انگلیسی: Uta Abe؛ زادهٔ ۱۴ ژوئیهٔ ۲۰۰۰) جودوکار زن اهل ژاپن است.
از افتخارات وی میتوان به کسب مدال طلا وزن ۵۲ کیلوگرم در بازی‌های المپیک تابستانی ۲۰۲۰ اشاره کرد.